# スマートアペックス
スマートアペックス（欧字名:Smart Apex、2017年2月24日 - ）は、日本の競走馬。2021年の東京ジャンプステークスの勝ち馬である。
馬名の意味は、冠名＋「絶頂、極致」。

## 戦績
- 特記事項なき場合、本節の出典はJBISサーチ

### 初勝利まで
2019年7月14日、中京競馬場での2歳新馬戦にて、鞍上に鮫島克駿を迎えてデビューし、2着。以降9戦して2着1回3着3回の成績を残し、デビュー11戦目の、2020年5月2日に福島競馬場で行われた3歳未勝利戦で、デビュー戦と同じ鮫島克駿の騎乗で平地初勝利を挙げる。その後1勝クラスの競走には進まず、障害に転向する。

### 障害転向後
転向後初戦となる阪神競馬場での障害未勝利戦は中村将之を鞍上に迎え、4番人気に推されるも、8着に終わる。その後、転向後3戦目の8月23日小倉競馬場での未勝利戦で障害初勝利を挙げた。オープン入り後の初戦、9月26日の清秋ジャンプステークスでは難波剛健に乗り替わり、10番人気という低評価ながら中段から追い上げて2着に入った。オープン戦2着、秋陽ジャンプステークス4着を経て12月12日中京競馬場でのオープン戦で、中村将之の騎乗で障害2勝目を挙げた。

### 重賞への挑戦
明けて2021年の初戦は新春ジャンプステークスを選択。同競走では中段待機の後、2周目第2コーナー過ぎから進出を始め、第4コーナーで先頭に立つとそのまま後続を突き放し、2着のマサハヤドリームに7馬身差をつけて圧勝した。3月には重賞初挑戦となる阪神スプリングジャンプに出走し、先行策をとって逃げ切りを図るも、ゴール前の直線で2020年中山大障害の勝ち馬、メイショウダッサイに7馬身をつけられ2着となる。続く4月にはJ・GI初挑戦となる中山グランドジャンプに出走し、ここでも先行策を取るが、2周目の向正面でタガノエスプレッソに、最終直線の入口にかけて、メイショウダッサイとケンホファヴァルトに交わされると、直線で脚が伸びず、3着のタガノエスプレッソに7馬身離され4着に終わる。翌5月は京都ハイジャンプに出走し、1番人気に推されるも、同競走をもっての引退を発表していた三津谷隼人騎乗のマーニを前に3着に敗れる。6月には東京ジャンプステークスに出走し、最終直線の9号障害の飛越後から加速し、2着のホッコーメヴィウスとの叩き合いをハナ差制して、念願の重賞初勝利を挙げた。その後は放牧に出され、休養期間中に浅見秀一調教師の定年引退に伴い、2022年3月1日付で中村直也厩舎に転厩している。2022年9月に1年3ヶ月ぶりに復帰。復帰戦として平地の1勝クラスに出走し12着。10月の東京ハイジャンプ7着を挟み、11月12日の京都ジャンプステークスでは7番人気と評価を落としていたが3着と好走した。
2023年初戦となった牛若丸ジャンプステークスでは1番人気に推されたが5着。その後、ペガサスジャンプステークスと中山グランドジャンプは共に5着に敗れた。4月21日付けで競走馬登録を抹消され現役を引退した。
引退後は乗馬となり、2024年3月現在は中山競馬場で誘導馬になっている。

## 競走成績
以下の内容は、JBISサーチおよびnetkeiba.comの情報に基づく。
| 競走日     | 競馬場 | 競走名            | 格      | 距離 （馬場） | 頭数 | 枠番 | 馬番 | オッズ （人気） | 着順 | タイム （上り3F） | 着差 | 騎手      | 斤量 [kg] | 1着馬（2着馬）         | 馬体重 [kg] |
| ---------- | ------ | ----------------- | ------- | ------------- | ---- | ---- | ---- | --------------- | ---- | ----------------- | ---- | --------- | --------- | ---------------------- | ----------- |
| 2019.07.14 | 中京   | 2歳新馬           |         | 芝1200m（重） | 9    | 3    | 3    | 010.20（4人）   | 02着 | R1:11.6（35.0）   | -0.2 | 0鮫島克駿 | 54        | ダンツウィザード       | 442         |
| 0000.07.28 | 小倉   | 2歳未勝利         |         | 芝1200m（良） | 6    | 4    | 4    | 001.50（1人）   | 02着 | R1:09.4（35.3）   | -0.2 | 0福永祐一 | 54        | ヒメサマ               | 444         |
| 0000.08.25 | 小倉   | 2歳未勝利         |         | 芝1200m（良） | 10   | 6    | 6    | 001.90（1人）   | 03着 | R1:09.6（36.0）   | -0.6 | 0斎藤新   | 51        | シゲルミズガメザ       | 452         |
| 0000.10.13 | 京都   | 2歳未勝利         |         | 芝1400m（重） | 15   | 6    | 10   | 007.20（4人）   | 08着 | R1:24.2（37.0）   | -0.9 | 0武豊     | 55        | モズアーントモ－       | 462         |
| 0000.11.02 | 京都   | 2歳未勝利         |         | 芝1200m（良） | 14   | 6    | 10   | 002.80（1人）   | 03着 | R1:10.4（35.1）   | -0.3 | 0福永祐一 | 55        | シゲルキンセイ         | 466         |
| 0000.11.16 | 福島   | 2歳未勝利         |         | 芝1200m（良） | 16   | 6    | 12   | 007.20（4人）   | 06着 | R1:10.8（35.9）   | -0.4 | 0鮫島克駿 | 55        | グッドマックス         | 464         |
| 2020.01.26 | 京都   | 3歳未勝利         |         | ダ1200m（重） | 11   | 8    | 10   | 003.50（2人）   | 03着 | R1:13.6（37.8）   | -0.8 | 0武豊     | 56        | スリーピート           | 486         |
| 0000.02.23 | 小倉   | 3歳未勝利         |         | ダ1000m（重） | 14   | 5    | 7    | 006.80（3人）   | 05着 | R0:59.9（36.1）   | -0.5 | 0鮫島克駿 | 56        | テーオープライム       | 478         |
| 0000.03.08 | 中京   | 3歳未勝利         |         | ダ1200m（不） | 13   | 5    | 7    | 003.30（2人）   | 04着 | R1:12.4（37.2）   | -0.5 | 0鮫島克駿 | 56        | タマノアドレ           | 476         |
| 0000.03.21 | 阪神   | 3歳未勝利         |         | ダ1200m（良） | 16   | 8    | 16   | 004.00（2人）   | 08着 | R1:15.6（38.2）   | -1.5 | 0武豊     | 56        | バルボア               | 474         |
| 0000.05.02 | 福島   | 3歳未勝利         |         | ダ1150m（良） | 16   | 1    | 2    | 008.70（5人）   | 01着 | R1:10.2（37.7）   | -0.4 | 0鮫島克駿 | 56        | （ハルハアケボノ）     | 474         |
| 0000.06.07 | 阪神   | 障害3歳上未勝利   |         | 障2970m（良） | 10   | 3    | 3    | 010.20（4人）   | 08着 | R3:27.6（14.0）   | -4.7 | 0中村将之 | 58        | スズカマイゲスト       | 480         |
| 0000.07.11 | 阪神   | 障害3歳上未勝利   |         | 障2970m（不） | 10   | 4    | 4    | 012.10（4人）   | 02着 | R3:20.0（13.5）   | -0.2 | 0中村将之 | 58        | ブラックワンダー       | 474         |
| 0000.08.23 | 小倉   | 障害3歳上未勝利   |         | 障2860m（良） | 12   | 7    | 10   | 002.20（1人）   | 01着 | R3:12.4（13.5）   | -0.3 | 0中村将之 | 58        | （アドマイヤアゼリ）   | 476         |
| 0000.09.26 | 中山   | 清秋ジャンプS     | OP      | 障3210m（稍） | 14   | 2    | 2    | 036.3（10人）   | 02着 | R3:38.3（13.6）   | -0.2 | 0難波剛健 | 58        | ビッグスモーキー       | 476         |
| 0000.10.24 | 新潟   | 障害3歳上OP       | OP      | 障3250m（稍） | 12   | 7    | 11   | 003.80（2人）   | 02着 | R3:34.1（13.2）   | -0.0 | 0難波剛健 | 58        | スマートボムシェル     | 478         |
| 0000.11.21 | 東京   | 秋陽ジャンプS     | OP      | 障3110m（良） | 14   | 7    | 11   | 012.60（5人）   | 04着 | R3:27.3（13.3）   | -0.4 | 0中村将之 | 57        | ヒロシゲセブン         | 478         |
| 0000.12.12 | 中京   | 障害3歳上OP       | OP      | 障3300m（良） | 14   | 7    | 11   | 004.50（2人）   | 01着 | R3:37.0（13.2）   | -0.5 | 0中村将之 | 58        | （メイショウハニー）   | 492         |
| 2021.01.09 | 中山   | 中山新春ジャンプS | OP      | 障3200m（良） | 14   | 2    | 2    | 003.50（1人）   | 01着 | R3:32.9（13.3）   | -1.1 | 0中村将之 | 60        | （マサハヤドリーム）   | 482         |
| 0000.03.13 | 阪神   | 阪神スプリングJ   | J・GII  | 障3900m（稍） | 8    | 6    | 6    | 004.70（2人）   | 02着 | R4:25.7（13.6）   | -1.1 | 0中村将之 | 59        | メイショウダッサイ     | 490         |
| 0000.04.17 | 中山   | 中山グランドJ     | J・GI   | 障4250m（良） | 8    | 7    | 7    | 019.60（4人）   | 04着 | R4:52.4（13.8）   | -2.3 | 0中村将之 | 62        | メイショウダッサイ     | 478         |
| 0000.05.15 | 中京   | 京都ハイJ         | J・GII  | 障3900m（良） | 11   | 8    | 11   | 001.90（1人）   | 03着 | R4:15.6（13.1）   | -0.8 | 0中村将之 | 59        | マーニ                 | 476         |
| 0000.06.26 | 東京   | 東京ジャンプS     | J・GIII | 障3110m（良） | 14   | 6    | 9    | 003.50（1人）   | 01着 | R3:28.3（13.4）   | -0.0 | 0中村将之 | 60        | （ホッコーメヴィウス） | 470         |
| 2022.09.24 | 中京   | 3歳上1勝クラス    |         | ダ1200m（重） | 16   | 3    | 5    | 091.1（11人）   | 12着 | R1:12.6（37.0）   | -1.3 | 0中村将之 | 57        | サンライズアムール     | 490         |
| 0000.10.16 | 東京   | 東京ハイJ         | J・GII  | 障3110m（良） | 12   | 7    | 10   | 010.90（4人）   | 07着 | R3:31.0（13.6）   | -5.1 | 0中村将之 | 60        | ゼノヴァース           | 478         |
| 0000.11.12 | 阪神   | 京都ジャンプS     | J・GIII | 障3140m（良） | 13   | 8    | 12   | 021.80（7人）   | 03着 | R3:27.8（13.2）   | -1.6 | 0中村将之 | 60        | ホッコーメヴィウス     | 486         |
| 2023.01.28 | 小倉   | 牛若丸ジャンプS   | OP      | 障3390m（重） | 10   | 8    | 10   | 002.20（1人）   | 05着 | R3:51.9（13.7）   | -0.5 | 0中村将之 | 61        | テーオーソクラテス     | 478         |
| 0000.03.18 | 中山   | ペガサスJS        | OP      | 障3350m（重） | 14   | 8    | 14   | 011.60（8人）   | 05着 | R3:48.8（13.7）   | -0.5 | 0中村将之 | 60        | ビレッジイーグル       | 476         |
| 0000.04.15 | 中山   | 中山グランドJ     | J・GI   | 障4250m（重） | 10   | 4    | 4    | 032.40（8人）   | 05着 | R4:57.9（14.0）   | -3.8 | 0中村将之 | 63        | イロゴトシ             | 476         |

1. ↑  障害戦は平均1F

## 血統表
| スマートアペックスの血統        | スマートアペックスの血統                            | スマートアペックスの血統    | （血統表の出典）            | （血統表の出典）  |
| 父系                            | ヘイロー系                                          | ヘイロー系                  | ヘイロー系                  | [ § 2 ]           |
| 父 ハーツクライ 2001 鹿毛       | 父の父サンデーサイレンス Sunday Silence 1986 青鹿毛 | Halo                        | Hail to Reason              | Hail to Reason    |
| 父 ハーツクライ 2001 鹿毛       | 父の父サンデーサイレンス Sunday Silence 1986 青鹿毛 | Halo                        | Cosmah                      |                   |
| 父 ハーツクライ 2001 鹿毛       | 父の父サンデーサイレンス Sunday Silence 1986 青鹿毛 | Wishing well                | Understanding               | Understanding     |
| 父 ハーツクライ 2001 鹿毛       | 父の父サンデーサイレンス Sunday Silence 1986 青鹿毛 | Wishing well                | Mountain Flower             |                   |
| 父 ハーツクライ 2001 鹿毛       | 父の母アイリッシュダンス 1990 鹿毛                  | トニービン                  | カンパラ                    | カンパラ          |
| 父 ハーツクライ 2001 鹿毛       | 父の母アイリッシュダンス 1990 鹿毛                  | トニービン                  | Severn Bridge               |                   |
| 父 ハーツクライ 2001 鹿毛       | 父の母アイリッシュダンス 1990 鹿毛                  | ビユーパーダンス            | Lyphard                     | Lyphard           |
| 父 ハーツクライ 2001 鹿毛       | 父の母アイリッシュダンス 1990 鹿毛                  | ビユーパーダンス            | My Bupers                   |                   |
| 母 スマートムービー 2007 黒鹿毛 | 母の父サクラバクシンオー 1989 鹿毛                  | サクラユタカオー            | テスコボーイ                | テスコボーイ      |
| 母 スマートムービー 2007 黒鹿毛 | 母の父サクラバクシンオー 1989 鹿毛                  | サクラユタカオー            | アンジエリカ                |                   |
| 母 スマートムービー 2007 黒鹿毛 | 母の父サクラバクシンオー 1989 鹿毛                  | サクラハゴロモ              | *ノーザンテースト           | *ノーザンテースト |
| 母 スマートムービー 2007 黒鹿毛 | 母の父サクラバクシンオー 1989 鹿毛                  | サクラハゴロモ              | *クリアアンバー             |                   |
| 母 スマートムービー 2007 黒鹿毛 | 母の母ラグジャリー Luxury 1998 黒鹿毛               | Storm Cat                   | Storm Bird                  | Storm Bird        |
| 母 スマートムービー 2007 黒鹿毛 | 母の母ラグジャリー Luxury 1998 黒鹿毛               | Storm Cat                   | Terlingua                   |                   |
| 母 スマートムービー 2007 黒鹿毛 | 母の母ラグジャリー Luxury 1998 黒鹿毛               | Alleged Devotion            | Alleged                     | Alleged           |
| 母 スマートムービー 2007 黒鹿毛 | 母の母ラグジャリー Luxury 1998 黒鹿毛               | Alleged Devotion            | Morning Devotion            |                   |
| 母系(F-No.)                     | ラグジャリー(USA)系(FN:4-k)                         | ラグジャリー(USA)系(FN:4-k) | ラグジャリー(USA)系(FN:4-k) | [ § 3 ]           |
| 5代内の近親交配                 | Northern Dancer 5×5×5                               | Northern Dancer 5×5×5       | Northern Dancer 5×5×5       | [ § 4 ]           |
| 出典                            | 1. 2. 3. 4.                                         | 1. 2. 3. 4.                 | 1. 2. 3. 4.                 | 1. 2. 3. 4.       |

- 叔父にショウナンマイティ、ゴーフォザサミット。そのほかの近親はアウィンドイズライジング#主なファミリーラインを参照。